# Sogni proibiti (album)
Sogni proibiti, pubblicato nel 2002, è il trentaquattresimo album in studio della cantante italiana Ornella Vanoni.

## Il disco
Omaggio alla musica di Burt Bacharach - che accompagna la Vanoni nell'unico inedito dell'album,  Love's (Still) the Answer con inedite versioni in italiano dei brani più famosi del compositore statunitense, scritte da Sergio Bardotti.

## Tracce
1. Sogni proibiti (Arthur's Theme)
2. Gocce di pioggia (Raindrops Keep Falling on My Head)
3. Passa e vai (Walk on By)
4. Il mondo nei tuoi occhi (There's Always Something There to Remind Me)
5. Magia (The Look of Love)
6. Non dirmi niente (Don't Make Me Over)
7. Magic Moments (Attimi d'amore)
8. Innamorata (This Girl's in Love with You)
9. Oggi il mondo vuole amore (What the World Needs now is Love)
10. Stretto a te (Close to You)
11. Non mi innamoro più (I'll Never Fall in Love Again)
12. Love's (Still) the Answer - Ornella Vanoni con Burt Bacharach

## Formazione
- Ornella Vanoni – voce
- Gianfranco Lombardi – arrangiamenti
- Luigi Lombardi d'Aquino – direzione d'orchestra
- Simone Rocchini – tastiera, programmazione
- Franco Ventura – chitarra
- Carlo Gargioni – tastiera, programmazione
- Dino D'Autorio – basso
- Roberto Testa – batteria
- Burt Bacharach – tastiera
- Andrea Cortesi – violino
- Gloria Ferdinandi – violino
- Maurizio Missiato – violino
- Carlo Vicari – violino
- Etleva Kucuqi – violino
- Fabio Lapi – violino
- Mario Gentili – violino
- Simona Brunello – violino
- Francesco Mastriforti – violino
- Fabrizio Riceputi – violino
- Roberto Piga – violino
- Alessandro Avona – viola
- Carmelo Giallombardo – viola
- Licia Di Domenico – viola
- Roberto Coltellacci – flicorno